# Ия Персидская
И́я Персидская (в некоторых источниках — Евдоки́я Ри́мляныня; др.-греч. Ίας, в католицизме Виола, Виолетта; † ок. 364 года) — христианская мученица.
Согласно житию, Ия была родом из города Визада. В 362 году шаханшах Шапур II вместе со своими войсками вторгся на территорию Римской империи, он разрушил крепость Бет-Забдай. Шапур II увёл с собой в Хузестан 9000 пленных, среди которых была Ия. Её отдали зороастрийским священнослужителям (мобедам), которые безуспешно пытались заставить Ию отречься от Христа. Затем Ию посадили в тюрьму и там мучили голодом. После этого её вывели из тюрьмы и били суковатыми палками. Вновь Ия была посажена в тюрьму на 15 месяцев. После заключения её тело вязали верёвками до такой степени туго, что у Ии ломались кости; ещё её били ремнями, а в итоге отрубили голову.